# Рабудито (рід)
Рабуди́то (Discosura) — рід серпокрильцеподібних птахів родини колібрієвих (Trochilidae). Представники цього роду мешкають в Центральній і Південній Америці.

## Види
Виділяють п'ять видів:
- Колібрі-голкохвіст зелений (Discosura conversii)
- Колібрі-голкохвіст чубатий (Discosura popelairii)
- Колібрі-голкохвіст чорногрудий (Discosura langsdorffi)
- Колібрі-голкохвіст бурштиновий (Discosura letitiae)
- Рабудито (Discosura longicaudus)

## Етимологія
Наукова назва роду Discosura походить від сполучення слів дав.-гр. δισκος — диск, круг і ουρα — хвіст.